# Морозов, Михаил Владимирович
Михаил Владимирович Морозов (21 марта 1868, г. Балта, Подольской губернии — 1938) — профессиональный революционер, участник революционного движения в Туркестане; критик, беллетрист, поэт.

## Биография
Родился в семье землемера. В 1888 окончил Одесское реальное училище и поступил в лесной институт в Петербурге.
Участвовал в революционных акциях в Одессе (1885), Петербурге (1888). В 1891 за участие в студенческом движении исключен без права поступления в высшие учебные заведения.
В 1892 был арестован, два года просидел в тюрьме, в 1894 был сослан в Восточную Сибирь. Вступил на путь революционной борьбы в начале 90-х годов XIX века. С 1900 года вел революционную деятельность в Саратове, Николаеве и Баку (1903). Был членом редакции «Саратовского вестника».
В Саратове в 1901 был одним из организаторов социал-демократического революционного комитета (в противовес имевшейся группе экономистов), примкнувшего к «Искре». Затем редактировал газету «Уралец» в Уральске и в 1903 за напечатание номера, не пропущенного цензурой, выслан, газета закрыта. В 1903—1904 редактировал «Баку».
В ряды РСДРП вступил в 1901 году. В 1904 году приехал в Самарканд, где был редактором-издателем газеты «Самарканд», неофициального органа партии; создал и руководил Самаркандской социал-демократической организацией РСДРП. В газете «Самарканд» совместно с Морозовым сотрудничали врач Самаркандского уезда К. М. Афрамович и начальник съемочного отдела поземельно-податного комитета инженер-землемер Н. И. Черневский.
В 1904 Морозов стал во главе революционного кружка. В 1905 году руководил забастовками, митингами и демонстрациями рабочих в Ташкенте, организовал социал-демократическую группу большевистского направления. Она установила связи с узбекскими и таджикскими рабочими, вела среди них революционную пропаганду, призывала их бороться вместе с рабочим классом России за своё национальное и социальное освобождение. В 1906 году — редактор газеты «Русский Туркестан».
В феврале 1905 была основана первая массовая библиотека-читальня в Самарканде. В ноябре того же года Морозов, ставший одним из крупных руководителей туркестанских большевиков, переехал в Ташкент, где руководил революционным движением рабочих. В 1905—1906 в Ташкенте редактор-издатель «Русского Туркестана», силами газеты во Вторую думу прошли одни лишь социалисты. Морозов был избран, но выборы кассировали, за напечатание резолюции городских и земских деятелей об уничтожении самодержавия газета закрыта. В 1907 выслан за пределы края, поселился в Санкт-Петербурге.
Был делегатом IV (Объединительного) съезда РСДРП, состоявшегося в Стокгольме в апреле 1906. В июле того же года был арестован и заключен в тюрьму. После отбытия срока наказания перешел на нелегальное положение. В 1908—1911 был членом комитета съезда журналистов.
С 1911 по 1917 год находился в эмиграции. Здесь Морозов часто встречался с В. И. Лениным и неоднократно выполнял его поручения. В 1911—1913 редактировал «Парижский вестник».
После Октябрьской революции был на ответственной хозяйственной и общественной работе.
Участник Октябрьской революции в Петрограде (1917). Председатель Союза революционных драматургов (1929—1930), вице-президент Всероссийской Академии художеств, наук (1930—1932), заведующий сектором искусства при критико-библиографической студии (1932—1936). Редактор литературного отдела ЗиФ, член ГАХН.
Захоронен в некрополе Новодевичьего кладбища в Москве. Именем Морозова названа одна из улиц Ташкента.

## Произведения
В журнале «Вестник жизни» (1907; Кн. 7.) опубликован рассказ Морозова «Армия вне политики» под псевдонимом Мруз. Как критик выступил в 1908 в сборнике «Литературный распад» (статья «Перед лицом смерти»; во втором сборнике 1909 статья «Старосветский мистик»). Статьи Морозова опубликованы в журналах «Образование» (Кн. 1. 1909; «О гипнозе слова»), «Наша заря» (Кн. 1. 1911; «Молодая деревня»), «Всеобщий ежемесячник». В сборн. «Вершины» (1909; Статья «Ужас бесцельности»). Псевдонимы — Мруз, Гудаш.
- Очерки новейшей литературы. — СПб.: Прометей, 1911. — [4], VI, 254, 6 с.